# Francisco de Santa Teresa Jesus Sampaio
Francisco de Santa Teresa Jesus Sampaio (Rio de Janeiro, 8 de agosto de 1778 — Rio de Janeiro, 13 de setembro de 1830) era conhecido por seu profundo conhecimento em história, filosofia, teologia, política e textos bíblicos em geral. Esses conhecimentos o transformaram em um orador sacro muito reconhecido no século XIX, um frei renomado a partir da chegada da corte de D. João ao Brasil.

## Primeiros anos e formação
Frei Francisco de Santa Teresa de Jesus Sampaio nasceu no dia 8 de agosto de 1778, no Rio de Janeiro, dentro da Paróquia da Candelária. Filho de Manoel José de Sampaio e Helena Conceição Sampaio.
Acreditava na constituição, propagava uma fé constitucionalista, que representava um ar de modernidade no Brasil  da época. Sua trajetória auxilia no entendimento da história em um contexto de igreja+estado, que prevaleceu por muitos anos no país. O clero católico se envolvia em debates da vida pública, com seus juízos de valor, e nas ideias políticas no período em que a independência estava em contexto. Frei Sampaio se envolveu profundamente nessas questões e participou de inúmeros debates e situações importantes para a formação histórica do Brasil.
Frei Sampaio teve sua formação educacional desenvolvida na Escola Régia de Manuel Inácio da Silva Alvarenga, frequentando o ambiente escolar por cinco anos.
Em 1790, com 12 anos, deu início aos estudos no Convento de Santo Antônio, reconhecido pelo Alvará Régio de 1776. Após o falecimento da mãe (1793), ele ingressou no Convento da Ilha do Senhor Bom Jesus, localizado na Baía de Guanabara, se iniciando na ordem franciscana.
Depois que teve sua profissão emitida, em 1798, iniciou seus estudos em Filosofia, no Convento de São Paulo, sob a direção de frei Joaquim de Santa Leocádia. Após alguns anos de estudo, recebeu suas ordens de sacerdote, o que traria no ano seguinte, seu início no Convento de Santo Antônio do Rio de Janeiro, ministrando aulas de Teologia e Eloquência Sagrada.

## Carreira política

### Trajetória profissional
Mesmo com poucas fontes de informação sobre a vida de Frei Sampaio, é notável que sua carreira político-religiosa foi muito importante em alguns momentos da história do Brasil. Em 1808, com a chegada da família imperial portuguesa ao Rio de Janeiro, sua trajetória se iniciou, tendo participação ativa nos assuntos do país a partir de 1820. Frei Sampaio foi Pregador da Capela Imperial e Examinador da Mesa de Consciência e Ordens em 1808, onde iniciou seu envolvimento na vida política. Nos anos seguintes exerceu diversas funções e cargos que o levaram para um caminho de inserção nos assuntos da Corte Portuguesa no Brasil.
Foi Teólogo da Nunciatura em 1812, Capelão-Mor de Sua Alteza Real, Censor Episcopal em 1813 e Deputado da Bula de Cruzada em 1824. Por sua relação constante com os assuntos de Estado, Frei Sampaio também acabou assumindo ao longo do tempo serviços de importância na administração interna da Província, e participando de assuntos da Maçonaria, que o colocaram em contato direto com a realeza, em reuniões que ocorriam em sua cela. Esse lugar se tornou um refúgio para seus militantes, que se reuniam para conversar sobre questões de emancipação política no Brasil e sobre que fenômeno que acontecia exatamente na época.
Nesta mesma cela, Frei Sampaio, reunido com os articuladores da independência, liderados por José Joaquim da Rocha, em um grupo que se chamava informalmente de Clube da Resistência, discutindo estratégias de estabelecer um movimento popular forte à respeito da independência brasileira, escreveu o documento “Manifesto do Povo do Rio de Janeiro”, mas conhecido como Manifesto do Fico. Esse fato ocorreu em um contexto político, em que o Príncipe Regente D. Pedro estava tomando a decisão de voltar ou não para Portugal, que iria colocar o Brasil em uma posição colonial muito forte, como era no início. Por conta desse momento decisivo, os simpatizantes da independência brasileira resolveram elaborar um manifesto e colheram o maior número de assinaturas possível, pedindo ao príncipe que permanecesse no Brasil e aderisse ao propósito independente.

### O "Manifesto do Fico"
O manifesto foi apresentado à Dom Pedro no dia 09 de janeiro de 1822, pedindo a sua permanência e perseverança em um Brasil que pudesse ser independente de Portugal. Como resultado desse documento, redigido por Frei Sampaio, o dia ficou conhecido como o "Dia do Fico", em que o Dom Pedro decidiu ficar em território brasileiro e contrariar a corte portuguesa. A partir desse acontecimento, Frei Sampaio continuou levando a frente sua crença em uma causa independente e ministrou diversos sermões e pregações, que tinham o intuito de propagar sua ideias, antes e depois da independência acontecer.
Frei Sampaio se colocava como apoiador da monarquia constitucionalista, afirmando que se o país se tornasse uma república, a nossa "fisionomia política seria mais triste do que na época de sua escravidão colonial". A aproximação efetiva dele com Dom Pedro ocorreu por suas opiniões parecidas em relação à monarquia, e alguns autores afirmam que o Frei Antônio da Arrábida, que esteve próximo de Dom Pedro como seu confessor, aproximou Frei Sampaio do Príncipe Regente. A partir disso, sua cela no Convento de Santo Antônio teve seu desenvolvimento como espaço de articulação política e trouxe uma nova atuação de Frei Sampaio no cenário político, mais categórica, redigindo os periódicos e fazendo parte de uma sociedade política que vivia na época.
Após a permanência de D. Pedro no Brasil, muitos rumores estavam circulando pela população, de que essa decisão do Príncipe Regente teria sido um primeiro passo para um possível início republicano no país. Em julho de 1822, Frei Sampaio e Antônio José da Silva Loureiro fundaram um periódico chamado "O Regulador Basílico-Luso", que foi um fator de importância nesse conflito, criando uma certa rivalidade entre os defensores constitucionais e os republicanos no Brasil. Esse embate, atiçado pelo periódico de Frei Sampaio, trazia artigos completos, escancaradamente apoiando a monarquia e justificando sua necessidade de permanência no país. Mas isso só gerava críticas e rivalidade entre outros periódicos e autores, que rebatiam com argumentos a favor da república e criticavam a abordagem do Regulador Basílico-Luso.
Nesse contexto de debate presente em relação a situação futura que o Brasil Império iria se colocar, Frei Sampaio começou a se alinhar a um grupo chamado "grupo do Bonifácio", em que o intuito era defender a permanência do Príncipe Regente, disputando argumentos com outro grupo adversário, o "grupo do Ledo". Apesar de todo o conflito entre esses dois grupos, haviam demandas compartilhadas, como a separação autônoma do Brasil em relação a Portugal, o estabelecimento de regras nos espaços de debate político como um tipo de regulação oficial através de uma Constituição, o Rio de Janeiro como centro estratégico no país, e outros. Em um certo ponto, Frei Sampaio acabou transitando igualmente entre esses adversários, entendendo os dois movimentos como importantes para a independência e avanço do Brasil, desvencilhado do período colonial.
Em 1805, Frei Sampaio foi acusado de contribuir com os "padres livres", pela Inquisição de Lisboa e ao mesmo ele estava sendo intimado a sair da Maçonaria, por ter participado e contribuído com o Regulador Basílico-Luso. Na época em que Frei Sampaio transitava entre as opiniões conflituosas no país, participou de uma reunião do Grande Oriente do Brasil, grupo que era simpatizante do grupo do Ledo. Mas para frente, essa participação, combinada com suas acusações e sua contribuição no Regulador B.L., resultaram em sua expulsão definitiva da Maçonaria.

### Contribuição jornalística
Frei Sampaio ainda exerceu a profissão jornalística, utilizando os recursos da profissão para continuar na defesa da causa independente no Brasil e a monarquia constitucionalista. Escrevia regularmente para o jornal "Revérbero Constitucional Fluminense", em oposição aos republicanos. Mesmo sua segunda profissão não sendo oficializada em nenhum momento, por toda a experiência de vida de Frei Sampaio, seus trabalhos como redator em jornais, manifestos e sermões para a população, ele consolidou muitas informações que são cruciais para entender a situação política da época, registrando e trazendo lucides, mesmo com seu viés constitucional.

## Últimos anos
Após uma vinda de Frei Sampaio a São Paulo e Santos, em 1822, D. Pedro iniciou um processo de perda de proximidade e importância para D. Pedro. Conheceu nessa viagem, a Marquesa de Santos - Domitila de Castro, que se tornou uma pessoa influente em relação a D. Pedro, em suas tarefas no mundo político e administrativo do país. Com novas associações, o imperador acabou deixando de lado muitos conselheiros que o acompanharam desde seu início no embate independente, incluindo José Bonifácio e Frei Sampaio. Um dos adversários de Frei Sampaio, o Padre Januário da Cunha Barbosa, se aproximou de D. Pedro e acabou afastando cada vez mais Sampaio dos assuntos da província.
Em 1825, Frei Sampaio se retirou totalmente de suas atividades públicas, incluindo sua vida política. Em 12 de dezembro de 1827, Frei Sampaio proferiu seu último sermão, no velório da D. Leopoldina, sua aliada em todo o movimento independente. Alguns anos depois, no dia 13 de setembro de 1830, Frei Sampaio faleceu no Convento de Santo Antônio.

## Obras realizadas e homenagens
A grande obra de Frei Sampaio foi a elaboração do "Manifesto do Fico", que foi apresentado a D. Pedro em 1822. Além disso, ele realizou diversos textos em periódicos e sermões, estabelecendo um papel de redator da corte de muita relevância.

Frei Sampaio teve um registro de sua importância na construção da história do Brasil, o seu retrato. Foi feito por Oscar Pereira da Silva, pintor renomado na época.  